# Retrophyllum
Retrophyllum — рід хвойних рослин родини подокарпових. Назва роду походить від латинських слів retro — «назад, зворотній» і phyllos — «листок».

## Поширення, екологія
Малезія, Нова Каледонія, Бразилія, Венесуела і Колумбія.

## Морфологія
Це дводольні, вічнозелені від карликових до великих дерева. Смоляні канали є в листі й насіннєвих шишках. Єдине насіння покрите костянкоподібним, від еліптичного до яйцеподібно-грушоподібною покриттям забарвленим у темно-червоне, пурпурове або пурпурово-коричневе.

## Відкладення
Рослини цього роду були виявлені у початкових міоценових (близько 20 мільйонів років тому) відкладеннях на півдні Нової Зеландії. Скам'янілості показують, що Retophyllum був присутній в кайнозої Австралії та Нової Зеландії.